# Рудель, Юлиус
Юлиус Рудель (нем. Julius Rudel, 6 марта 1921, Вена, Австрия — 26 июня 2014, Нью-Йорк, США) — американский дирижёр, генеральный директор и главный дирижёр Нью-Йорк Сити Опера (1957—1979).

## Биография
В 1930-х гг. поступил в Высшую музыкальную школу Вены, но из-за своего еврейского происхождения был вынужден эмигрировать в 1938 г. в США. Здесь Он учился в Новой школе музыки, Маннес-колледже, в Нью-Йорке (Mannes College of Music, New York City).
В 1943 г. стал концертмейстером Нью-Йоркской городской оперы, а через год он уже дебютировал в качестве дирижёра в опере «Цыганский барон» Иоганна Штрауса. С 1957 по 1979 гг. являлся художественным руководителем этого музыкального коллектива. В этом качестве он организовал эксперимент, когда три сезона (с 1958 по 1960 гг.) были полностью посвящены американским операм. Он также пригласил к совместному творчеству известную певицу Беверли Силлс, которая стала ведущим сопрано в его оперном театре. В 1966 г. он также организовал переезд оперной труппы в новое здание — в театр в Линкольн-центре, где в качестве дебютной постановки прошла опера Хинастеры «Дон Родриго» с участием юного Пласидо Доминго.
Одновременно получал приглашения в качестве дирижёра в самых престижных оркестрах и оперных театрах со всего мира.
- 1958—1963 гг. часто дирижировал Филадельфийской лирической оперной компанией, периодически выполняя обязанности её художественного руководителя,
- 1962—1976 гг. являлся руководителем Фестиваля Caramoor в штате Нью-Йорк и первым музыкальным директором Центра имени Кеннеди в Вашингтоне.
- 1978 г. — впервые дирижировал в Метрополитен-Опера в постановке лирической драмы «Вертер'»,
- 1975—1985 гг. — художественный руководитель филармонического оркестра Буффало.

Также являлся покровителем Delta Omicron, международного братства профессиональных музыкантов.
Лауреат премии «Грэмми» (1979). В 2009 г. ему была вручена награда американского Национального фонда поддержки искусства за его большой вклад в оперное искусство. Также был обладателем почётной медали города Вены.
За несколько месяцев до своей смерти он стал свидетелем того, как закрывается его Нью-Йоркская городская опера, объявившая себя банкротом. Маэстро тогда отметил, что никогда бы не подумал, что сможет пережить своё детище.